# Tête de Tecaxic-Calixtlahuaca
La tête de Tecaxic-Calixtlahuaca est une tête d’homme barbu portant une sorte de chapeau pointu, de style romain, probablement fragment d’une figurine en terre cuite, découverte en 1933 dans une tombe précolombienne de Tecaxic-Calixtlahuaca. Elle est considérée comme un OOPArt et aucune hypothèse expliquant sa présence sur le site n’a encore été confirmée.

## Le point sur la question en 2001
En 2001, Romeo Hristov, de l'université du Nouveau-Mexique et Santiago Genovés de l’UNAM, ont publié un article faisant le point sur la question.
Le site sur lequel la tête a été découverte semble bien dater d’avant la conquête espagnole – de peu, il est vrai : 1476-1510 – et être resté intact jusqu’aux fouilles des années trente. Un test de thermoluminescence effectué en 1995 par P. Schaaf et G.A. Wagner à l’unité d’archéométrie FS de l’Université de Heidelberg indique que l’objet a été fabriqué entre le IXe siècle av. J.-C. et le milieu du XIIIe siècle apr. J.-C., donc avant la période coloniale. Bernard Andreae de l’Institut allemand d’archéologie de Rome a confirmé qu'il était de style romain et a proposé d’après l’aspect de la barbe et des cheveux le IIe siècle comme période de fabrication. 
Selon les auteurs, aucune conclusion définitive ne peut être établie, mais trois possibilités sont envisageables : 
- Canular : une rumeur émanant de Paul Schmidt de l’UNAM prétend que la tête a été déposée sur le site en guise de canular par l’archéologue Hugo Moedano un jour que le directeur des fouilles, P. José Garcia-Payón, était absent ; Moedano aurait renoncé au dernier moment à révéler la vérité par peur des conséquences. Néanmoins, P. Schmidt, contacté par R. Hristov, a reconnu qu’il tenait ces informations de source indirecte, et le fils de Garcia-Payón affirme que son père a toujours déclaré avoir été présent sur le chantier le jour de la découverte. Les principaux protagonistes étant décédés, il est devenu impossible de poursuivre l’enquête plus avant.
- Objet obtenu d’un visiteur venu d’Europe peu avant les conquistadors : les auteurs estiment peu probable qu’un contact avec des Européens ne soit pas mentionné dans la tradition historique en nahuatl, si l’on considère la rapidité avec laquelle s’est répandue la nouvelle de l’arrivée de Cortes sur le site de Veracruz.
- Objet arrivé en Amérique à une époque ancienne à l’occasion d’une traversée occasionnelle ou sur une épave : un bateau aurait pu s’aventurer vers l’ouest à partir des îles Canaries où des restes d’amphores romaines datant d’entre le Ier et le IVe siècle ont été découverts sur l’île de Lanzarote[4].

## Autres hypothèses
En 1961, l’orientaliste et anthropologue autrichien Robert Heine-Geldern avait proposé que l’objet avait tout d’abord voyagé depuis le monde romain jusqu’en Extrême-Orient, avant de parvenir en Amérique à travers le Pacifique, même si des objets asiatiques auraient alors dû être découverts.
Cette tête pourrait peut-être avoir des origines Viking ou celtiques comme le proposent des associés Bernard Andreae, mais cela porterait l'objet dans une époque encore plus vieille que celle des objets retrouvée sur le site.